# Gåsegletsjer
De Gåsegletsjer is een gletsjer in de gemeente Sermersooq in het uiterste noordwesten van Groenland. Het is de meest westelijke gletsjer van de vijf grotere gletsjers die uitkomen in het Gåsefjord. De andere gletsjers zijn onder andere de Sydgletsjer, de Magga Dangletsjer en de Kista Dangletsjer.
De Gåsegletsjer heeft een lengte van meer dan 40 kilometer en een breedte variërend van ongeveer twee tot vier meter.